# Ben Ledi
Ben Ledi är ett berg i Storbritannien.   Det ligger i kommunen Stirling och riksdelen Skottland, i den nordvästra delen av landet, 600 km nordväst om huvudstaden London. Toppen på Ben Ledi är 878 meter över havet, eller 525 meter över den omgivande terrängen. Bredden vid basen är 18,3 km.
Terrängen runt Ben Ledi är huvudsakligen kuperad.Runt Ben Ledi är det glesbefolkat, med 12 invånare per kvadratkilometer. Närmaste större samhälle är Callander, 6,2 km öster om Ben Ledi. Trakten runt Ben Ledi består i huvudsak av gräsmarker.